# Paraglenea cinereonigra
Paraglenea cinereonigra là một loài bọ cánh cứng trong họ Cerambycidae.